# Елена Болгарская
Елена Болгарская (болг. Елена Българска) — королева сербов, жена сербского короля (позже - царя) Стефана Душана IV, мать Стефана Уроша V.

## Биография
Елена Болгарская является потомком трёх царственных родов Балкан — Комнинов, Асени и Шашманов. На Пасху 19 апреля 1332 года состоялось её бракосочетание с сербским королём Стефаном Урошем IV. Брак был организован из политических соображений, положение Болгарии было тогда крайне тяжёлым, страна находилась под давлением со стороны Византии, а также набравшей силу Сербией.
Первые годы брака положение королевы было также крайне трудным, поскольку она не могла родить наследника мужского пола, королём велись переговоры с немецким императором о браке с одной из его дочерей. После того как королева родила наследника, переговоры были прекращены.
Присутствие Елены при дворе сербского короля дало болгарам основание полагать о нормализации отношений со своим могущественным соседом, в то же время эти ожидания полностью не оправдали надежд. Однако Елена Болгарская в силу своих возможностей проводила проболгарскую политику.
В 1347 году Елена вместе со своим мужем королём Стефаном Душаном и сыном Стефаном Урошем посетили святую гору Афон, некоторыми историками считается первой женщиной, посетившей Афон.
В 1355 году после смерти своего мужа стала регентом для своего малолетнего сына царя Стефана Уроша V.
В 1360—1365 году упоминается как независимая (от Сербии) правительница города Серре, захваченного у греков.
Елена Болгарская скончалась 7 ноября 1374 года.